# Julian Fellowes
Julian Alexander Kitchener-Fellowes, Barão Fellowes de West Stafford, DL (Cairo, 17 de agosto de 1949) é um roteirista, produtor de televisão, escritor e ator nobre britânico.

## Início de vida
Fellowes nasceu na cidade do Cairo, Egito, o filho mais novo de Peregrine Edward Launcelot Fellowes, um diplomata, e Olwen Stuart-Jones. Ele tem três irmãos mais velhos: Nicholas, David e Rory. Ele cresceu no bairro South Kensington, em Londres, e depois viveu de agosto de 1959 a novembro de 1988 na pequena cidade de Chiddingly, em East Sussex. Fellowes era amigo dos vizinhos, os Kingsleys; David Kingsley era o chefe da produtora British Lion Films e, algumas vezes, "figuras glamurosas" visitavam a casa. Ele afirmou que "aprendi com David Kingsley que você realmente poderia viver da indústria do cinema".
Fellowes primeiro estudou na escola particular Wetherby School, em South Kensington, e depois na Ampleforth College, uma escola pública no vilarejo de Ampleforth, North Yorkshire. Depois ele estudou literatura na Magdalene College, Cambridge, formando-se com um mestrado.

## Carreira

### Ator
Fellowes mudou-se para Los Angeles, Estados Unidos, em 1981 e interpretou vários pequenos papéis na televisão nos anos seguintes, ele já trabalhava como ator no Reino Unido desde 1975. Ele foi considerado como um substituto de Hervé Villechaize como o mordomo da série Fantasy Island, porém o papel ficou com Christopher Hewett. Fellowes também já atuou em produções como Sherlock Holmes and Doctor Watson, The Bunker, The Scarlet Pimpernel, Angels, Knights of God, The Young Indiana Jones Chronicles, Sharpe's Rifles, Jane Eyre, Our Friends in the North e Tomorrow Never Dies.

### Roteirista e produtor
Fellowes escreveu seu primeiro roteiro profissional em 1980 para o episódio "The Case of the Other Ghost", da série Sherlock Holmes and Doctor Watson. Quinze anos depois ele escreveu a minissérie Little Lord Fauntleroy e depois a série The Prince and the Pauper, também trabalhando como produtor da última. Em 2001 ele escreveu seu primeiro filme, Gosford Park, vencendo o Oscar de Melhor Roteiro Original.
Em 2004, Fellowes escreveu o roteiro do filme Vanity Fair. No mesmo ano ele criou, escreveu e apresentou a série de docudrama Julian Fellowes Investigates: A Most Mysterious Murder. Em 2005 ele escreveu Piccadilly Jim e também dirigiu Separate Lies. Quatro anos depois ele escreveu, produziu e dirigiu From Time to Time; também em 2009 ele escreveu The Young Victoria. Em 2010, Fellowes criou a série Downton Abbey; ele também trabalha como ocasional roteirista, produtor executivo e showrunner do programa. Em 2012 ele escreveu a minissérie Titanic.
Fellowers foi um dos roteiristas do blockbuster O Turista, que arrecadou US$ 278 milhões mundialmente.
Em 2015, Fellowes foi homenageado pela Academia Internacional de Televisão, Artes e Ciências, durante os 43rd International Emmy Awards com o Prêmio dos Fundadores, entregue em reconhecimento a "sua carreira televisiva", em comunicado Fellowes expressou estar "grato e honrado" com o anuncio.

## Vida pessoal
Fellowes é casado desde 1990 com Emma Joy Kitchener, que trabalha com caridade e também como editora de histórias em Downton Abbey. Eles vivem em Dorset e têm um filho, Peregrine Charles Morant Kitchener-Fellowes, nascido em 1991.
Em 2008, ele foi nomeado Deputy Lieutenant de Dorset. Em 12 de janeiro de 2011, Fellowes foi elevado ao pariato com a criação do título Barão Fellowes de West Stafford. Ele entrou na Câmara dos Lordes do Reino Unido no dia seguinte, alinhando-se com o Partido Conservador.